# Toulon (Illinois)
Pour les articles homonymes, voir Toulon (homonymie).
Toulon est une ville américaine du comté de Stark, dans l'Illinois. La population était de 1 292 habitants au recensement de 2010. Toulon est le siège du comté de Stark.

## Histoire
Toulon fut fondée en 1841 d'après une ville du Tennessee portant le même nom. La localité du Tennessee s'est inspirée de la ville française de Toulon. Abraham Lincoln et Stephen A. Douglas ont tous deux visité la ville américaine pendant la campagne sénatoriale de 1858.

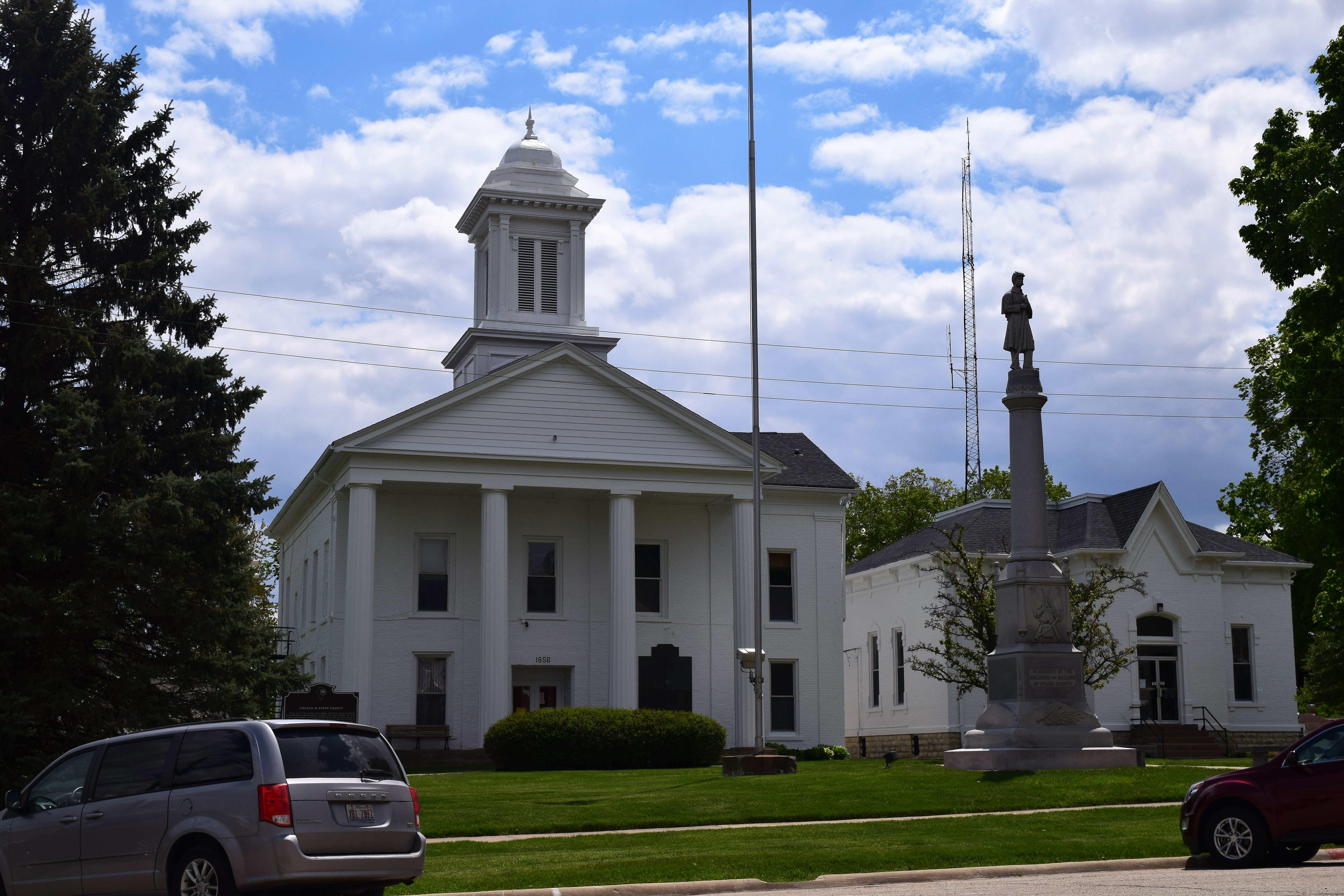
Palais de justice du comté de Stark à Toulon

La ville comprend plusieurs églises établies depuis très longtemps, incluant une Église méthodiste unie, une Congregational Church, une Faith Baptist Church et une Baptist Church.  
Toulon accueille la County High School et la Elementary School, autrefois précédées de la LaFayette High School, la Toulon High School et la Toulon Academy.

## Démographie
Au recensement de 2000, la population était de 1 400 habitants, composée de 555 propriétés et de 355 familles qui résident dans la ville.